# کاربوتامید
کاربوتامید (انگلیسی: Carbutamide) یک داروی ضد دیابت از دسته سولفونیل اوره نسل اول است.